# Stenopyga extera
Stenopyga extera är en bönsyrseart som beskrevs av Ferdinand Karsch 1892. 
Stenopyga extera ingår i släktet Stenopyga och familjen Mantidae. Inga underarter finns listade i Catalogue of Life.